# Hunts Point Avenue (metrostation)
Hunts Point Avenue is een station van de metro van New York aan Lijn 6
Het station bevindt zich op de hoek van Hunts Point Avenue en Southern Boulevard en naast de Bruckner Expressway, in de wijk The Bronx. Het station is geopend op 7 januari 1919. Het eerstvolgende station in westelijke richting is Longwood Avenue, in oostelijke richting is dat Whitlock Avenue.
Het station bevindt zich op een viaduct. Metrolijn 6 doet het station te allen tijde aan.
De expressdienst doet op werkdagen tot 20:45 het station aan.
Als men uit noordelijke richting naar het zuiden reist is dit station als eerste ondergronds gelegen.
Dit station wordt vaak verward met het metrostation Hunters Point Avenue aan metrolijn 7. Dat station ligt er echter ver vandaan, in een andere wijk.
Van noord naar zuid:
Pelham Bay Park · 
Buhre Avenue · 
Middletown Road · 
Westchester Square-East Tremont Avenue · 
Zerega Avenue · 
Castle Hill Avenue · 
Parkchester · 
St. Lawrence Avenue · 
Morrison Avenue-Soundview · 
Elder Avenue · 
Whitlock Avenue · 
Hunts Point Avenue · 
Longwood Avenue · 
East 149th Street · 
East 143rd Street-St. Mary's Street · 
Cypress Avenue ·
Brook Avenue · 
Third Avenue-138th Street · 
125th Street · 
116th Street · 
110th Street · 
103rd Street · 
96th Street · 
86th Street · 
77th Street · 
68th Street-Hunter College · 
59th Street · 
51st Street · 
Grand Central-42nd Street · 
33rd Street · 
28th Street · 
23rd Street · 
14th Street-Union Square · 
Astor Place · 
Bleecker Street · 
Spring Street · 
Canal Street · 
Brooklyn Bridge-City Hall